# Gennaro Di Giacomo
Gennaro Di Giacomo (Napoli, 19 settembre 1796 – Caserta, 1º luglio 1878) è stato un vescovo cattolico e politico italiano.

## Biografia
Nato a Napoli nel 1796, studiò dapprima nel Seminario di Gaeta, poi nel Collegio Romano a Roma e infine nel Seminario minore di Napoli.
Nel 1814 vinse il concorso per l'ammissione al "Pensionato normale" dove venivano formati i futuri docenti.
Fu ordinato sacerdote nel 1820 dopo essersi laureato in filosofia.
Fu insegnante di retorica nel Seminario Arcivescovile di Napoli, di storia e geografia nella Scuola militare "Nunziatella", e di diritto canonico nella Regia Università di Napoli.
Nel 1836 lasciò l'insegnamento per diventare parroco della chiesa di Santa Maria della Rotonda.
L'anno successivo durante l'epidemia di colera diede assistenza ai malati tanto da rimanere contagiato. Dopo la guarigione continuò l'attività sacerdotale diventando canonico e parroco del Duomo di Napoli.
Venne preconizzato vescovo delle diocesi di Telese o Cerreto e Alife il 22 dicembre 1848 da papa Pio IX e venne ordinato vescovo il 4 marzo 1849 dal cardinale Sisto Riario Sforza.
Il 9 febbraio 1852 Ferdinando II delle Due Sicilie giunse a Solopaca per l'inaugurazione del ponte Maria Cristina sul fiume Calore. Nel pomeriggio il Re ed il suo seguito si fermarono senza avviso a Cerreto Sannita, dirigendosi verso la Cattedrale: «Eran quivi in quell'ora i soli Sacrestani [...] Un di loro nondimeno corse rattamente nel vicino Seminario ad avvisarne il Rettore Signor Teologo Nicola Ciaburri, il quale primamente il giudicò un sognatore [...]; per lo che ne venne subitamente giù nella Chiesa, come gli era stato detto, tra lo stupore, vi trovò l'augusto Sovrano, che lo stava addocchiando con compiacimento. Si cominciò immantinente un lietissimo scampanio, e pure incontinente ne discorse per la città la fama,  sempre crescendo. Di ogni età pertanto, di ogni condizione e grado trasse giù la gente smemorata, ed in tanta folla, che ne fu pieno subitamente il Duomo, e poco dopo anche la Piazza». Il clero locale colse l'occasione della visita di Ferdinando II per denunciargli la difficile situazione in cui versava la diocesi non avendo avuto vescovi dal 1800 al 1818 ed essendo stata successivamente unita a quella di Alife, più giovane e piccola rispetto a quella cerretese. In data 6 luglio 1852 il papa Pio IX, su istanza del carissimo nostro figlio in G. C. Ferdinando II, illustre Re del Regno delle Due Sicilie, ordinò il ripristino della cattedra vescovile a Cerreto Sannita e la separazione delle due diocesi.
Il Di Giacomo optò per la diocesi di Alife mentre a quella di Telese o Cerreto fu destinato mons. Luigi Sodo.
Le idee del Di Giacomo non sempre furono simili a quelle delle gerarchie ecclesiastiche. Egli infatti era aperto alle innovazioni politiche, fu amico dei garibaldini e dei liberali, si dichiarò contrario al dominio temporale dei pontefici, era favorevole al matrimonio civile e alla proclamazione di Roma capitale dell'appena nato Regno d'Italia.
La sua amicizia con il re Vittorio Emanuele II d'Italia lo portò ad essere nominato il 24 maggio 1863 senatore del Regno.
I rapporti con le alte gerarchie ecclesiastiche divennero sempre più tesi tanto che il 2 agosto 1873 fu ricevuto da Pio IX che lo invitò a rinunziare alla guida della diocesi. Il Di Giacomo non acconsentì alla richiesta del papa e in risposta il Santo Padre nominò un vicario generale alla guida della diocesi e proibì al vescovo di risiedere nella diocesi di Alife.
Il re Vittorio Emanuele II gli offrì l'incarico di cappellano maggiore del palazzo Reale di Napoli. Morì a Caserta nel 1878.
Mons. Angelo Michele Iannacchino, vescovo di Telese o Cerreto dal 1895 al 1918, nella sua opera Storia di Telesia sua diocesi e pastori così si esprime quando parla del vescovo Gennaro Di Giacomo: «[...] uomo, di gran cultura letteraria e che a conseguenza dei movimenti politici del 1848, assai giovò ai suoi Diocesani. Poiché avvantaggiandosi dei favori che godeva nella Corte sottrasse molti dei compromessi politici da certi castighi e da altre politiche vessazioni [...] amò in Religione più apparire che essere; diede prova di eccentricità di carattere, di leggerezza, di pieghevolezza all'ira [...]».
Diverso è il giudizio di altri storici come il Marrocco e il Petella. Quest'ultimo dice che il Di Giacomo fu «[...] benefattore della città di Alife, insuperato decoro e vanto [...] che morì qual visse, povero solendo dire che se avesse avuto la pelle d'oro l'avrebbe data ai poveri».

## Genealogia episcopale
La genealogia episcopale è:
- Cardinale Scipione Rebiba
- Cardinale Giulio Antonio Santori
- Cardinale Girolamo Bernerio, O.P.
- Arcivescovo Galeazzo Sanvitale
- Cardinale Ludovico Ludovisi
- Cardinale Luigi Caetani
- Cardinale Ulderico Carpegna
- Cardinale Paluzzo Paluzzi Altieri degli Albertoni
- Papa Benedetto XIII
- Papa Benedetto XIV
- Papa Clemente XIII
- Cardinale Luigi Valenti Gonzaga
- Cardinale Lorenzo Litta
- Cardinale Vincenzo Macchi
- Cardinale Mario Mattei
- Cardinale Sisto Riario Sforza
- Vescovo Gennaro Di Giacomo